# تايلور كوت
تايلور كوت (بالإنجليزية: Taylor Coot)‏ هي طائرة برمائية خفيفة منزلية الصنع بمقعدين قام بتصميمها وبنائها المهندس الأمريكي مولتون تايلور، الذي اشتهر بتصاميه لخاصة بالطائرات السيارة. عندما لم يظهر أي سوق للأيروكار، تكول تايلور نحو تصاميم أكثر تقليدية. على الرغم من ذلك، فإن تصميم التايلور كوت لم يكن معتادة إلى حد ما بصفة خاصة بسبب الجناح المنخفض، هذا الأخير الذي كان ميزة نادرة في معظم الطائرات المائية أو البرمائية التي تسعى تقليديا للحفاظ على جناحيها بعيدا عن الماء قدر الإمكان.
بدلا من ذلك، صمم تايلور جذور جناح الكوت لكي تكون بمثابة راعياتٍ (En: Sponsons) لتحقيق استقرار للطائرة في الماء. مكنه هذا التصميم من استفادة طائرته من عدة ميزات إضافية على غرار التخلص من الوزن والحصول على فوائد تأثير الأرض أثناء الإقلاع. منذ رحلتها الأولى سنة 1969، أثبتت طائرة الكوت شعبيتها الكبيرة بين بنائي المنازل، مع ما يعادل نحو 70 طائرة بحلول سنة 2007.
يمكن طي أجنحة ورافعة أسطح طائرات تايلور كوت بسهولة لغرض نقلها وتخزينها. بطي الأجنحة، فإن عرضها الطائرة يكون في حدود 8 قدم (2.4 متر). بعض البناؤون قاموا بتجهيز طائراتهم براعيات إضافية لضمان استقرار أكبر. ومجهزة بمعدات هبوط مكونة من دراجة ثلاثية العجلات.
التصاميم وثلاثة كتب عن التايلور كوت هي متاحة من قبل ريتشارد ستيفز من ماديسون (مقاطعة دان).

## الأشكال المختلفة

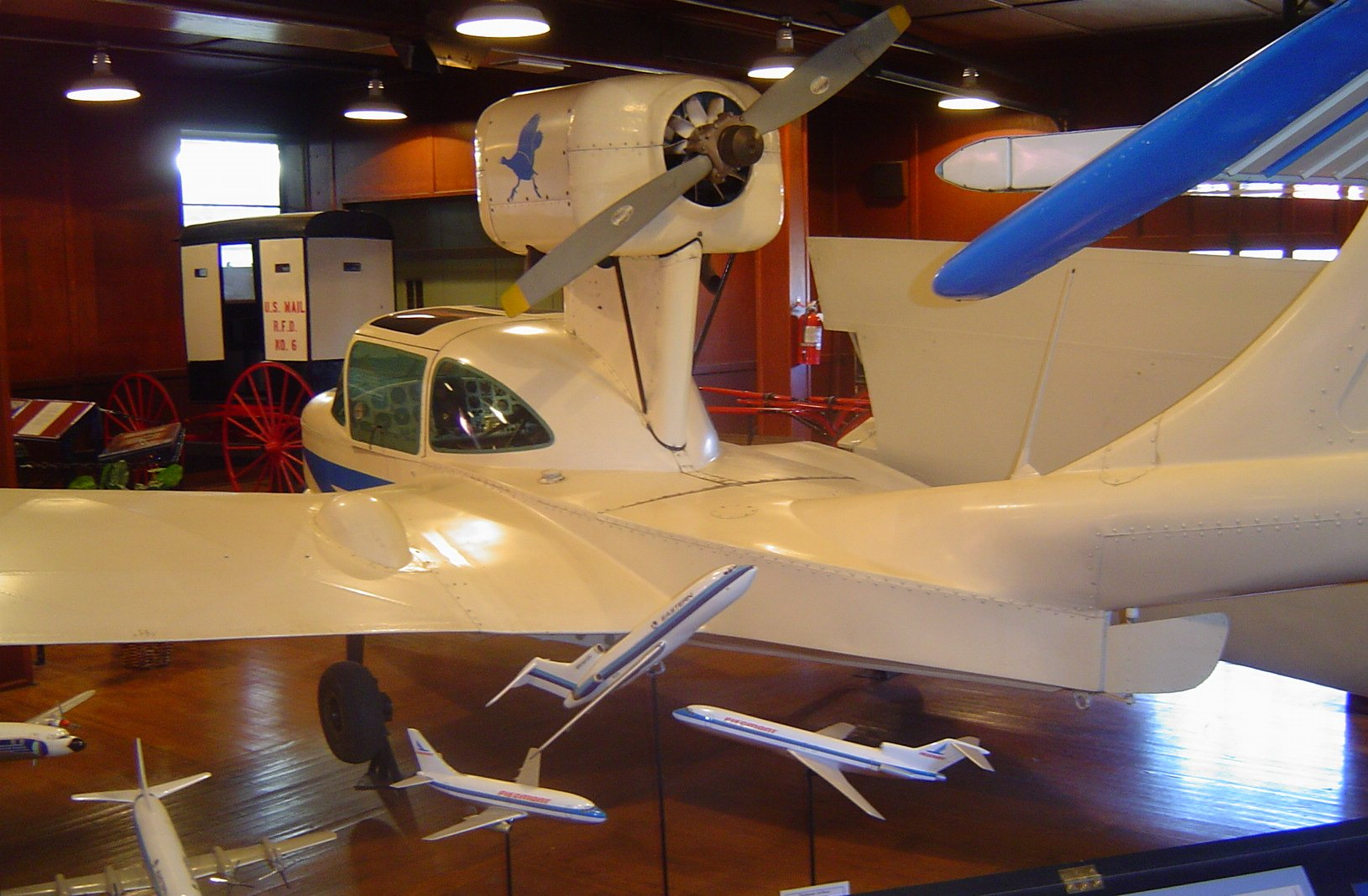
طائرة تايلور كوت في متحف كارولينا الشمالية للنقل.

- تايلور كوت طراز إي: نسخة أحادية الذيل.
- تايلور كوت طراز بي: نموذج ثنائي الذيل.

## روابط خارجية
- الموقع الرسمي